# فرانسوا-أندريه فيليدور
فرانسوا-أندريه دانيكان فيليدور (بالفرنسية: François-André Danican Philidor)‏ يلقب بالكبير (7 سبتمبر 1726 دروكس - 31 أوت 1795 لندن)، وغالبا ما يشار إليه بـ أندري دانيكان فيلدور وهو ملحن فرنسي ولاعب شطرنج ساهم في تطوير الأوبرا الكوميكية، كما يعتبر أفضل لاعب شطرنج في عصره، وكان كتابه تحليل لعبة الشطرنج يعتبر مرجعا أساسيا للشطرنج لمدة قرن على الأقل، كما سميت باسمه فتحة مشهورة وكش مات مشهور كذلك.

## روابط خارجية
- فرانسوا-أندريه فيليدور على موقع IMDb (الإنجليزية)
- فرانسوا-أندريه فيليدور على موقع الموسوعة البريطانية (الإنجليزية)
- فرانسوا-أندريه فيليدور على موقع ميوزك برينز (الإنجليزية)
- فرانسوا-أندريه فيليدور على موقع ديسكوغز (الإنجليزية)
- فرانسوا-أندريه فيليدور على موقع مباريات الشطرنج (الإنجليزية)